# Сін-шум-лішір
Сін-шум-лішір — цар Ассирії в другій половині VII століття до н. е.

## Правління
Був великим євнухом Ассирії. За допомогою своєї особистої армії придушив повстання намісника міста Ашшур Набу-рехту-уцура, що спалахнуло після смерті Ашшурбаніпала. Після цього, ймовірно, Ашшур-етель-ілані зробив Сін-шум-лішіра своїм співправителем. 
Воював з Набопаласаром, який підбурив повстання у Вавилонії. У місяці аяру (квітень — травень) 626 до н. е. ассирійська армія під керівництвом Сін-шум-лішіра вторглася в Вавилонію, і встановила свою владу в Аккаді і Північному Шумері. Не пізніше червня 626 року до н. е. жителі Ніппура визнали Сін-шум-лішіра царем Ассирії і не пізніше серпня те ж саме відбулося і в Вавилоні. Втім вже до кінця вересня того ж року було втрачено основні міста Вавилонії.